# Meteorologiåret 1979

## Händelser

### Januari
- Januari – I Bellenden Ker, Queensland, Australien faller 5837,0 millimeter regn under månaden, vilket blir regnrekord för en månad i New South Wales [1].
- 1 januari
  - Med -46,1 °C i Grundforsen, Sverige uppmäts köldrekord för Dalarna och Svealand [2].
  - Med -42.0 °C i Fränsta, Sverige uppmäts köldrekord för Medelpad [3].
  - I Höljes, Sverige uppmäts -40.5° [4].
- 8 januari - Halifax i Nova Scotia, Kanada upplever sin mildaste januaridag någonsin med + 13.5 °C vid flygplatsen [5].
- 28 januari – Vid svenska mästerskapen i längdskidåkning i Mora ställs herrarnas 50-kilometerslopp upp till följande söndag på grund av kylan, -27 °C. Även damernas 5-kilometerslopp ställs in.[6]
- 31 januari - I Mossen på den svenska ön Öland noteras med 96 centimeter öns största nedtecknade snödjup [7].

### Februari
- 13-18 februari - En mycket kraftig snöstorm rasar i södra Skåne [8].
- 15 februari - Över 1 500 personer omkommer vid svåra översvämningar i centrala och östra Brasilien.[6]
- 18 februari – Hela Övre sjön i USA fryser för ovanlighetens skull [9].

### Maj
- 17 maj – Vid Mauna Kea-observatoriet i Hawaii, USA uppmäts temperaturen −11.1 °C (12 °F) vilket blir Hawaiis lägst uppmätta temperatur någonsin [10].

### Juni
- Juni - Östersund, Sverige upplever en varm midsommarafton [11].

### Juli
- Juli – 275 millimeter nederbördsmängd faller över Stenfors, Sverige vilket innebär månadsnederbördsrekord för Västerbotten [12], men också att 1957 års nederbördsrekord för hela Norrland slås [13].

### Augusti
- Augusti-september - Orkanen David drabbar östra Karibien i USA.[6]
- 14 augusti – Samma regnbåge rapporteras i över 3 timmar i kusttrakten av Gwynedd och Clwydd i norra Wales, Storbritannien vilket innebär den varaktigaste regnbågen någonsin [14].
- 26 augusti – 120 millimeter nederbörd faller över Gävle, Sverige vilket innebär dygnsnederbördsrekord för Gästrikland [15].
- 31 augusti – Vid Vágar flygplats, Färöarna uppmäts temperaturen + 1.0 °C, vilket blir Färöarnas lägst uppmätta temperatur för månaden [16].

### September
- 13-14 september - 170 millimeter nederbörd faller över Nashville, Tennessee, USA vilket är nytt lokalt rekord [17].

### Oktober
- 19 oktober - Tyfonen Tip härjar i Japan och orsakar en brand vid Camp Fuji, varvid 13 marinsoldater dödas.[18]

### November
- 18 november – Värmeböljan i sydvästra Minnesota, USA fortsätter [19].

### December
- 5 december – En storm i Jämtland, Sverige innebär enligt uppgift att det blåser 54 meter per sekund på Åreskutan [20].
- 10 december – En värmebölja härjar i Minnesota, USA [21].
- 13 december - Göteborg, Sverige upplever en kall Luciadag med -14 °C  [22].
- 22 december - Venedig drabbas av svåra översvämningar.[6]

### Okänt datum
- I USA börjar vädertjänsten även ge mansnamn på nya stormar[23].
- FN:s första världskonferens om klimatet hålls [24].
- Isutbredningen i Arktis börjas mätas [25].

## Födda
- 8 januari – Tomasz Schafernaker, polsk-brittisk meteorolog.

## Avlidna
- 29 oktober – Jørgen Holmboe, norsk-amerikansk meteorolog.

### Fotnoter
1. ↑  ”Australian Temperature Extremes”. Bureau of Meteorology. 1 april 2009. http://www.bom.gov.au/climate/extreme/records/national.pdf. Läst 4 februari 2011.
2. ↑  SMHI
3. ↑  SMHI
4. ↑  SMHI
5. ↑  ”Dan, Dan the Weatherman's Canadian Weather Trivia Page”. Arkiverad från originalet den 9 september 2013. https://web.archive.org/web/20130909001246/http://www.dandantheweatherman.com/cantriv.html. Läst 23 februari 2011.
6. 1 2 3 4   Horisont 1979. Bertmarks
7. ↑  SMHI
8. ↑  Sverige 1900-talet – Varmare men från ett kallt utgångsläge, NE, Bra Böcker, 2000
9. ↑  ”Arkiverade kopian”. Arkiverad från originalet den 26 juli 2010. https://web.archive.org/web/20100726102650/http://www.climate.umn.edu/pdf/day_in_weather_history/february_wx_history.pdf. Läst 16 februari 2011.
10. ↑  Global Measured Extremes of Temperature and Precipitation. National Climatic Data Center. Läst 21 juni 2007.
11. ↑  SMHI
12. ↑  ”SMHI”. Arkiverad från originalet den 9 september 2010. https://web.archive.org/web/20100909030220/http://www.smhi.se/kunskapsbanken/meteorologi/vasterbottens-klimat-1.5004. Läst 5 februari 2011.
13. ↑  SMHI
14. ↑   Guinness Rekordbok (svenska) 1993
15. ↑  SMHI
16. ↑  DMI
17. ↑  SMHI Arkiverad 27 oktober 2012 hämtat från the Wayback Machine.
18. ↑  US Marine Corps Arkiverad 25 februari 2008 hämtat från the Wayback Machine.
19. ↑  ”Arkiverade kopian”. Arkiverad från originalet den 16 juli 2010. https://web.archive.org/web/20100716104924/http://www.climate.umn.edu/pdf/day_in_weather_history/november_wx_history.pdf. Läst 16 februari 2011.
20. ↑  SMHI
21. ↑  ”Arkiverade kopian”. Arkiverad från originalet den 15 december 2010. https://web.archive.org/web/20101215013148/http://climate.umn.edu/pdf/day_in_weather_history/december_wx_history.pdf. Läst 16 februari 2011.
22. ↑  SMHI
23. ↑  ”Hur får orkanerna sina namn?”. SMHI. 28 december 2008. Arkiverad från originalet den 28 maj 2010. https://web.archive.org/web/20100825210630/http://www.smhi.se/kunskapsbanken/meteorologi/hur-far-orkanerna-sina-namn-1.278.
24. ↑  SMHI
25. ↑  ”SMHI”. Arkiverad från originalet den 23 oktober 2020. https://web.archive.org/web/20201023215445/https://www.smhi.se/nyhetsarkiv/annu-ett-ar-med-mycket-lite-is-i-arktis-1.13080. Läst 13 februari 2011.